# Astragalus anthosphaerus
Astragalus anthosphaerus là một loài thực vật có hoa trong họ Đậu. Loài này được Rech.f. & Gilli miêu tả khoa học đầu tiên.